# Villa Otto Hupp

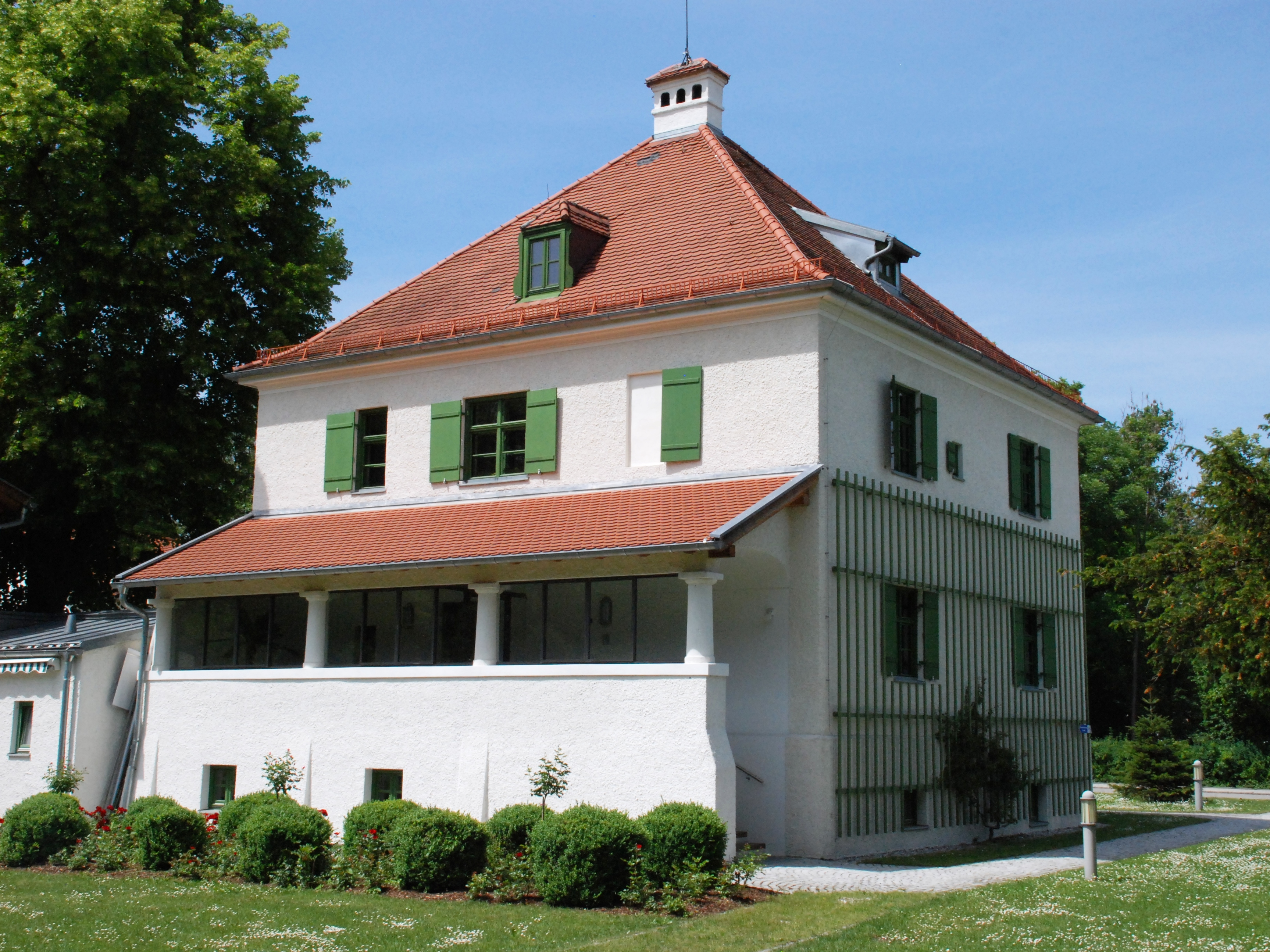
Villa Otto Hupp in Oberschleißheim

Die Villa Otto Hupp in Oberschleißheim, einer Gemeinde im oberbayerischen Landkreis München, wurde 1891 für den Heraldiker Otto Hupp (1859–1949) errichtet. Die Villa an der Hirschplanallee 1 ist ein geschütztes Baudenkmal.
Der zweigeschossige Putzbau mit Zeltdach und kleinem Dachreiter wurde nach Plänen des Architekten Gabriel von Seidl errichtet. Das Nebengebäude, ein zweigeschossiger schmaler Satteldachbau, wurde ebenfalls im Jahr 1891 errichtet.
Der dazugehörige Park besitzt einen alten Baumbestand.
Im Haus wurden nach umfangreichen Renovierungsarbeiten Büros eingerichtet.   